# Halfweg (film)
Pour les articles homonymes, voir Halfweg.
Pour plus de détails, voir Fiche technique et Distribution.
Halfweg est un film belge réalisé par Geoffrey Enthoven sorti en Belgique le 26 février 2014.

## Fiche technique
- Titre : Halfweg
- Réalisation : Geoffrey Enthoven
- Scénario : Pierre De Clercq et Mariano Vanhoof
- Photographie : Gerd Schelfhout
- Montage : Stijn Deconinck et Dieter Diependaele
- Production : Mariano Vanhoof
- Société de production : Fobic Films et VRT
- Pays :  Belgique
- Genre : Comédie dramatique
- Durée : 115 minutes
- Dates de sortie : 
  -  Belgique : 26 février 2014

## Distribution
- Veerle Baetens : Natalie
- Koen De Graeve : Stef
- Evelien Bosmans : Julie
- Gilles De Schrijver : Robin
- Tiny Bertels : Ellen
- Ella Leyers : Rebecca
- Tom Audenaert : Lionel
- Jurgen Delnaet : Theo
- Gunther Lesage : Karl
- Herwig Ilegems (nl) : Max
- Jos Verbist : Dr. Paul